# Percy Wilson
Percy Wilson (Congleton, 11 aprile 1895 – ...) è stato un aviatore inglese.
Il capitano Percy Wilson, insignito della Military Cross, fu un asso dell'aviazione della prima guerra mondiale inglese accreditato con sette vittorie aeree.

## Biografia
Wilson fu promosso da cadetto a secondo luogotenente temporaneo (in prova) nella Lista generale per il servizio nel Royal Flying Corps il 17 maggio 1917. È stato confermato nel suo grado e nominato flying officer il 29 giugno.
È stato assegnato al No. 28 Squadron RFC sul caccia monoposto Sopwith Camel sul fronte italiano. Operando sulla Provincia di Treviso, ottenne la sua prima vittoria aerea il 25 gennaio 1918, abbattendo un velivolo da ricognizione nemico su San Fior di Sopra. Il 4 febbraio ha abbattuto un caccia Albatros D.V vicino a Motta di Livenza ed un altro velivolo da ricognizione su Nervesa della Battaglia il 27 febbraio; è stato nominato Flight commander con il grado temporaneo di capitano lo stesso giorno. Fu promosso tenente il 26 marzo 1918. Il 1º aprile 1918, il Royal Flying Corps dell'esercito fu fuso con il Royal Naval Air Service per formare la Royal Air Force e la sua unità divenne la No. 28 Squadron RAF. Tra il 3 e il 19 maggio Wilson abbatteva altri tre caccia D.V ed un pallone d'osservazione.
Wilson è stato insignito della Military Cross il 16 settembre 1918. La sua citazione diceva:
Tenente (capitano temporaneo) Percy Wilson, RAF.
"Per la prodigiosa galanteria e la devozione al dovere nell'abbattere sei aerei nemici e farne cadere altri tre fuori controllo, ha anche abbattuto un pallone nemico, che è caduto in fiamme."
Il 1º novembre 1918 gli fu assegnata la Medaglia di Bronzo al Valor Militare dall'Italia.

## Il dopoguerra
Dopo la fine della guerra, quando la RAF si ridusse di dimensioni, Wilson cedette il suo grado di capitano il 25 marzo 1919 e fu trasferito nell'elenco dei non occupati della RAF il 1º settembre 1919.
Wilson fu brevemente riportato alla lista attiva con il grado di Flying officer per servizio temporaneo tra il 9 aprile ed il 5 giugno 1921. Fu poi concesso una breve periodo di servizio nella RAF con lo stesso grado il 18 luglio 1921, ma fu costretto a rinunciare a causa di cattiva salute il 25 ottobre 1922.